# Grip porcina
La grip porcina, és una malaltia infecciosa causada per qualsevol de les soques del virus de la grip porcina (en anglès Swine Influenza Virus, SIV, o S-OIV si ens referim al seu origen: swine-origin influenza virus). El que es va donar a conèixer el 2009 com a soques de SIV també inclou el virus de la grip C i altres subtipus de la grip A, anomenats H1N1, H1N2, H3N1, H3N2 i H2N3.
El virus de la grip porcina és comú en totes les poblacions de porcs arreu del món. La transmissió del virus dels porcs cap als humans és poc freqüent i no sempre comporta l'aparició de símptomes gripals, la sovint només dona lloc a la producció d'anticossos. En els casos en què la transmissió provoca la grip en humans parlem de grip porcina zoonòtica. Les persones amb contacte freqüent amb porcs tenen un risc d'infecció addicional. El consum de carn de porc no comporta cap risc sempre que sigui ben cuita.
Als anys cinquanta del segle xx, es van desenvolupar tècniques per a la identificació dels diferents subtipus de virus de la grip. Això va permetre una diagnosi acurada de la transmissió en humans. Des d'aleshores, només s'han confirmat 50 transmissions de porc a humà. Els símptomes de la grip porcina zoonòtica en humans són similars als que provoquen la resta de tipus de virus de la grip.
L'agost de l'any 2010 l'Organització Mundial de la Salut va declarar que la pandèmia de la grip porcina s'havia acabat oficialment.

## Classificació
Dels tres gèneres de virus de la grip que causen la grip humana, n'hi ha dos que també causen la grip en els porcs. La grip A és comú entre els porcs, la grip C és rara i de la grip B no se n'ha detectat mai cap cas en porcs. Les soques de la grip A i C que infecten humans i porcs són, en gran manera, diferents. Malgrat això, a causa del procés de reagrupament de fragments genòmics, s'han produït transferències de gens entre soques que han travessat la barrera específica de porcs, aus i humans.

### Virus de la grip tipus C
Els virus de la grip tipus C, infecta tant humans com porcs, però no aus. En algunes ocasions s'ha produït la transmissió entre les dues espècies. Per exemple: el virus de la grip porcina tipus C va causar brots lleus de grip a nens del Japó i Califòrnia. Com que aquest tipus de virus de la grip és força específic en relació als hostes que pot infectar i, a més, té poca diversitat genètica, no causa pandèmies en humans.

### Virus de la grip tipus A
La causa principal de grip porcina són diferents subtipus de grip A, H1N1, H1N2, H2N3, H3N1, i H3N2. Els tres subtipus de virus de la grip porcina tipus A més freqüents a escala mundial són: H1N1, H1N2, i H3N2. Als Estats Units, el subtipus H1N1 va ser exclusivament prevalent entre la població porcina fins al 1998. Però, a partir de finals d'agost de 1998 es van començar a aïllar soques del subtipus H3N2. A partir del 2004, els virus H3N2 aïllats de porcs de galls d'indi als EUA, eren triple reordenacions, que contenien gens de soques d'origen humà (HA, NA i PB1), porcí (NS, NP i M) i aviari (PB2 i PA).

### Virus de la grip tipus B
Aquest gènere només té una espècie, el virus de la grip B. La grip B infecta gairebé exclusivament els humans i és menys comuna que la grip A. Els altres animals que se sap que són susceptibles a la infecció per grip B són les foques i les fures. Aquest tipus de grip muta amb una velocitat 2-3 vegades inferior a la del tipus A, de manera que té una menor diversitat genètica, amb només un serotip. Com a resultat d'aquesta manca de diversitat antigènica se sol adquirir un cert grau d'immunitat a la grip B a una edat primerenca. Tanmateix, la grip B muta prou com per fer impossible una immunitat permanent. Aquesta baixa velocitat de canvi antigènic, juntament amb la seva elevada especificitat pels hostes (que dificulta el canvi antigènic entre soques de diferents espècies), impedeix que es produeixin pandèmies de grip B.

## Història
La grip porcina es va relacionar amb la grip humana per primera vegada durant la pandèmia del 1918, quan els porcs van emmalaltir al mateix temps que els humans. La primera identificació del virus de la grip com a causa de la malaltia en porcs no va ser fins deu anys més tard, el 1930. Durant els 60 anys següents, la soca causant de grip porcina va ser, quasi exclusivament, la H1N1. Després, entre el 1997 i el 2002, tres subtipus diferents de soques noves i cinc genotips diferents, van emergir com a causants de la grip entre els porcs a l'Amèrica del Nord. Entre 1997 i 1998, van aparèixer les soques H3N2. Aquestes soques, que inclouen gens derivats d'una redistribució de virus humans, porcins i aviars, s'han convertit en la major causa de grip porcina a Amèrica del Nord. La reordenació entre els fragments genètics de les soques H1N1 i H3N2 va produir la soca H1N2. El 1999, al Canadà, una soca de H4N6 va creuar la barrera interespecífica des dels ocells fins als porcs, però va ser continguda en una única granja.
La soca H1N1, de la grip porcina, és una de les descendents de la soca que va causar la pandèmia del 1918. A mesura que persistia en els porcs, els descendents del virus del 1918 també s'han distribuït en els humans durant el segle xx, contribuint a les epidèmies normals de grip estacional. Això no obstant, la transmissió directa des dels porcs fins als humans és rara, amb només 12 casos registrats als EUA des del 2005. Això no obstant, la retenció de les soques de grip en els porcs, després que aquestes hagin desaparegut de la població humana, podria fer dels porcs un dipòsit on els virus de la grip puguin persistir i després emergir per tornar a infectar els humans quan la immunitat humana a aquestes soques ja hagi desaparegut.
S'ha considerat sovint la grip porcina com una zoonosi en humans, generalment amb una distribució limitada, i poques vegades amb una distribució generalitzada. Els brots en porcs són comuns i causen pèrdues econòmiques significatives a la indústria. Principalment perquè cal sacrificar els animals malalts i esperar que la població de porcs es recuperi abans de poder vendre'ls. Per exemple, aquesta malaltia costa a la indústria càrnia britànica gairebé 65 milions de lliures cada any.

### Pandèmia de 1918 en humans
La pandèmia de grip del 1918 en humans, es va associar amb la soca H1N1 i l'aparició de la grip en porcs, això reflecteix la zoonosi ja sigui dels porcs cap als humans, o des dels humans als porcs. Encara que no és segur en quina direcció el virus es transfereix, algunes estudis suggereixen que, en aquest cas, els porcs contrauen la malaltia des dels humans. Per exemple, la grip porcina només va observar-se com a nova malaltia dels porcs el 1918, després dels primers grans brots de grip entre les persones. Això no obstant, anàlisis filogenètiques recents de les soques més actuals de grip en humans, aus i porcs, suggereix que el brot del 1918 en humans ve precedit d'un esdeveniment de recombinació dins d'un mamífer, l'origen exacte de la soca del 1918, però, segueix sense ser del tot clar. S'estima que van morir entre 50 i 100 milions de persones a tot el món.

### Brot de 1976 als Estats Units
El 5 de febrer de 1976, als Estats Units, un recluta de l'armada a Fort Dix va dir que es trobava cansat i feble. Va morir l'endemà i quatre dels seus companys van ser hospitalitzats. Dues setmanes després de la seva mort, els organismes oficials de salut van anunciar que la causa de la mort havia estat una nova soca de la grip porcina. La soca, una variant de la H1N1, és coneguda com a A/New Jersey/1976 (H1N1). Aquesta només va ser detectada des del 19 de gener fins al 9 de febrer i no es va estendre més enllà de Fort Dix.
Aquesta nova soca està estretament relacionada amb la soca involucrada amb la pandèmia de grip del 1918. D'altra banda, l'augment de la vigilància no va preveure una altra soca en circulació als Estats Units, la A/Victoria/75 (H3N2), que es va difondre simultàniament, causant també la malaltia, que va persistir fins al març. Les autoritats de salut pública, alarmades, van decidir prendre mesures per evitar una altra pandèmia encara més gran i van instar el president Gerald Ford que totes les persones dels Estats Units es vacunessin contra la malaltia.
El programa de vacunació va estar farcit de retards i problemes de relacions públiques. L'1 d'octubre de 1976, van començar les immunitzacions i tres persones de la tercera edat van morir després de rebre les seves injeccions. Com a conseqüència es va desencadenar una campanya mediàtica per relacionar aquestes morts amb les immunitzacions, tot i que no tenien cap prova que les vacunes en fossin la causa. D'acord amb el divulgador científic Patrick Di Justo, el temps que es va tardar a saber la veritat, que les morts no s'havien de relacionar amb les vacunes, va ser massa llarg. “El govern temia el pànic en massa entre la població, per la grip porcina, però ara, tem el pànic en massa per les vacunacions contra la grip porcina”. Això es va convertir en un fort retrocés del programa.
Hi va haver estudis sobre la síndrome de Guillain-Barré, un trastorn de paràlisis neuromuscular, que afecta algunes persones que havien rebut immunitzacions contra la grip porcina. Tot i que si la relació, que no és clara, existeix, podria ser deguda a un efecte secundari rar de les vacunes de la grip. Com a conseqüència, Di Justo va escriure que “el públic es va negar a confiar en un programa de salut governamental que va matar a gent gran i va lesionar els joves”. En total, 48.161.019 americans, o poc més del 22% de la població, van ser immunitzats fins que el Programa Nacional d'Immunització contra la Grip (NIIP de l'anglès National Influenza Immunization Program) es va aturar el 16 de desembre de 1976.
En general, hi va haver 1098 casos de la síndrome de Guillain-Barré (GBS, per la seva sigla en anglès) registrats, a nivell nacional, per als Centres per al Control i Prevenció de Malalties (CDC) de vigilància. De tots els casos, 532 es van produir després de la vacunació i 543 abans de la vacunació. Hi ha entre un i dos casos de GBS per cada 100.000 persones cada any, si les persones han estat vacunades. El programa de vacunació sembla que va augmentar aquest risc normal de desenvolupar la GBS entorn d'un cas extra per cada 100.000 vacunacions.
Els Centres per al Control i Prevenció de Malalties afirmen que la majoria dels estudis sobre les vacunes modernes contra la grip no han mostrat cap relació amb la síndrome de Guillain-Barré, això no obstant, un informe mostra una freqüència d'un cas per cada milió de vacunacions. Segons informa el New England Journal of Medicine, un estudi a gran escala a la Xina, va mostrar que de les 100 milions de dosis de la vacuna subministrades contra la soca de grip H1N1, només es van detectar 11 casos de la Síndrome Guillain-Barré, que és una relació més baixa de la normal per aquesta malaltia a la Xina. “La relació risc-benefici, que és el paràmetre clau en les campanyes de vacunació i, en general, en medicina, es mostra aclaparadorament a favor de la vacunació”.

### Zoonosi del 1988
El setembre de 1988, el virus de la grip porcina va matar una dona i va infectar altres persones. Barbara Ann Wieners de 32 anys estava al vuitè mes d'embaràs quan ella i el seu marit, Ed, es van posar malalts després de visitar una granja a pavelló dels porcs d'una fira local al Comtat Walworth, de Wisconsin. La Barbara va morir vuit dies més tard, després de desenvolupar una pneumònia. L'únic patogen que es va identificar va ser la soca H1N1 del virus de la grip porcina. Els metges van aconseguir induir el part de la nena, que va néixer sana, abans que la mare morís. El seu marit es va recuperar de la malaltia.
Les malalties similars a la grip (Influenza-like illness: ILI) eren generalitzades entre els porcs exhibits a la fira. 19 porcs van donar positiu per anticossos contra el SIV (Swine Influenza Virus) però no se'ls van observar símptomes greus. Aquest virus porcí era capaç de propagar-se entre la gent I entre un i tres dels professionals sanitaris que van tractar la dona embarassada van desenvolupar malalties lleus similars a la grip, i els tests d'anticossos suggerien que havien estat infectats per la grip porcina. Això no obstant, no hi va haver cap brot a la comunitat.

### Brot de 1998 en els porcs dels Estats Units
El 1998 es va diagnosticar la grip porcina en porcs de quatre estats dels EUA. Al cap d'un any s'havia estès per les poblacions de porcs de tot el país. Els científics van descobrir que aquest virus s'havia originat en els porcs com una forma recombinant de soques de grip d'ocells i humans. Aquest brot va confirmar que els porcs poden servir com a lloc crucial on els nous virus de la grip emergeixen com a resultat de la redistribució dels gens de les diferents soques. Els components genètics de la soca triple-híbrida del 1998 més tard acabarien formant sis dels vuit segments genètics del virus causant del brot de grip del 2009.

### Brot de 2007 en els porcs de les Filipines
El 20 d'agost del 2007 els encarregats del Departament d'Agricultura van investigar el brot (epizoòtic) de grip porcina a Nueva Ecija i a Luzon Central, a les Filipines. La taxa de mortalitat per grip porcina és inferior al 10% llevat que hi hagi complicacions com el còlera porcí. El 27 de juliol del 2007, el Servei Nacional d'Inspecció de la Carn (National Meat Inspection Service: NMIS) filipí es va plantejar declarar l'alerta roja per còlera porcí a Metro Manila i cinc regions de Luzon després que la malaltia es propagués pels patis del darrere de les granges de porcs a Bulacan i Pampanga, fins i tot si sortien resultats negatius per al virus de la grip porcina.

### Brot de 2010 en els porcs d'Irlanda del Nord
Des del novembre de 2010 hi ha hagut 14 morts confirmades com a resultat de la grip porcina a Irlanda del Nord. A la majoria de les víctimes se'ls van diagnosticar patologies preexistents que els rebaixaven la capacitat del seu sistema immunitari. Això coincideix amb els 19 casos de pacients que havien mort l'any anterior a causa de la grip porcina, quan 18 dels 19 casos també havien el sistema immunitari debilitat. Per aquesta raó, a moltes mares que acabaven de donar a llum se'ls va recomanar que es vacunessin contra la grip, perquè els seus sistemes immunitaris eren vulnerables. A més, alguns estudis van mostrar que la gent d'entre 15 i 44 any tenien la taxa més alta d'infecció. Encara que actualment la majoria dels infectats es recupera, a persones que tenen el sistema immunitari afeblit el risc letal és superior. Actualment, a Irlanda del Nord, aproximadament el 56% de tota la població menor de 65 anys han estat vacunats i el brot es diu sota control.

## La història del virus H1N1 S-OIV pandèmic
Un estudi realitzat el 2011, i publicat a la revista Nature, ha aconseguit establir l'origen evolutiu de la soca de grip d'origen porcí (S-OIV).
L'origen filogenètic del virus de la grip que va causar la pandèmia del 2009 es remunta a abans del 1918. Entorn d'aquest any, el virus H1N1 ancestral d'origen aviar, va creuar la barrera interespecífica i va infectar els humans, generant la soca H1N1 humana. El mateix fenomen es va produir a Amèrica, quan el virus humà va infectar els porcs, això va generar la soca H1N1 porcina que més endavant acabarà provocant la grip porcina clàssica.
La nova soca H1N1 de grip humana d'origen aviar, es va anar transmetent entre les poblacions humanes fins aproximadament el 1957 quan hi va haver una coinfecció entre aquesta soca i la H1N1 aviar, en un hoste humà. Llavors es va produir un reordenament que va donar lloc a una nova soca (H2N2). Des d'aquest moment no es van registrar brots de H1N1 entre els humans fins entorn del 1976.
No es van registrar nous reordenaments fins al 1968, quan la soca H1N1 aviar va tornar a infectar els humans. Aquesta vegada el virus va trobar-se la soca H2N2 i el reordenament va originar la soca H3N2. Aquesta soca s'ha mantingut fins a l'actualitat en forma de grip estacional. El 1976 va ser important per l'evolució de les soques de grip. Primer, la reaparició de la soca H1N1 humana que es va convertir en grip estacional. Després, un petit brot de la soca H1N1 porcina en els humans i, finalment, l'aparent extinció de la soca H2N2 humana.
Entorn del 1979 la soca H1N1 aviària va infectar els porcs i va generar la grip porcina euroasiàtica i el virus H1N1 porcí euroasiàtic, que s'està transmetent entre les poblacions de porcs. El moment més crític pel brot del 2009 va ser entre el 1990 i el 1993. Llavors es va produir un fenomen de triple reordenació en un hoste porcí; la reorganització del virus porcí H1N1 nord-americà, el virus H3N2 humà i l'H1N1 aviar, va generar la soca porcina H1N2. Finalment, l'última etapa en la història del S-OIV es va produir el 2009, quan el virus H1N2 va coinfectar un hoste humà en el mateix moment que ho feia la soca H1N1 porcina euroasiàtica. Aquest fet va provocar l'aparició d'una nova soca H1N1 humana, que va causar la pandèmia del 2009.

## Transmissió

### Transmissió entre porcs
La grip és una malaltia molt comuna entre els porcs. La meitat dels porcs han estat exposats al virus als EUA. La presència d'anticossos contra el virus també és comú en la cabana porcina d'altres països.
La principal via de transmissió és per contacte directe entre animals infectats i no infectats. Aquests contactes són especialment freqüents durant el transport d'animals. La cria intensiva també fa augmentar el risc de transmissió, ja que els animals estan molt a prop els uns dels altres. La transmissió directa del virus es produeix, probablement, per contacte dels nassos dels porcs o bé, a través dels mocs. La transmissió aèria a través dels aerosols, produïts pels porcs quan tussen o esternuden, també és una via important d'infecció. El virus es propaga ràpidament a través d'un ramat, infectant tots els porcs en tan sols uns dies. La transmissió també es pot produir a través d'animals salvatges, com ara els senglars, que poden transmetre la malaltia entre granges.

### Transmissió als humans
Les persones que treballem amb aus de corral o porcs, i especialment en explotacions intensives, tenen un major risc de patir zoonosis amb les soques endèmiques en les poblacions d'aquests animals. Aquestes persones són candidats potencials per a hostatjar esdeveniments de reorganització genòmica que doni lloc a l'aparició de noves soques del virus. La vacunació contra la grip d'aquests treballadors i la vigilància de l'aparició de noves soques de grip, pot ser una bona mesura de control de la salut pública. La transmissió de la grip des dels porcs a les persones que treballen amb porcs va ser documentada en petit estudi de seguiment de la Universitat d'Iowa el 2004. Aquest estudi i d'altres observacions són la base de la recomanació que les persones que manipulen aviram i porcs, siguin el centre d'atenció dels sistemes de vigilància de la salut pública. Altres professions amb especial risc d'infecció són els veterinaris i els que manipulen carn. Tot i això, el risc d'aquest grup és menor, que no pas en el cas de treballadors en granges.

### Interacció de l'H5N1 en porcs
Els porcs són animals susceptibles a les soques de grip que de tres espècies diferents: les mateixes soques porcines, les soques humanes i les soques aviàries. Això converteix als porcs amb un hoste on els virus de la grip poden intercanviar gens, produint noves soques potencialment perilloses. El virus de la grip aviària (H3N2) és endèmic en porcs de la Xina i va ser detectat en porcs al Vietnam, i va fer augmentar els temors a l'aparició d'una nova variant de la soca. L'H3N2 és una soca que ha evolucionat per deriva genètica de la soca H2N2. L'agost de 2004, a la Xina, es van detectar porcs infectats amb la soca H5N1.
Les infeccions per H5N1són probablement molt comunes: en un seguiment que es va fer a 10 granges de porcs sans de Java que estaven a prop de granges d'aviram on s'havien produït brots de grip aviària, es van detectar porcs infectats amb H5N1 en 5 de les 10 mostres. Des d'aquell moment, el govern d'Indonèsia ha trobat casos similars en aquesta regió. Es van fer proves addicionals en 150 porcs fora d'aquesta àrea que van donar negatiu.

## Signes i símptomes

### En l'espècie porcina
En els porcs, el virus de la grip provoca febre, letargia, esternuts, tos, dificultat per respirar i pèrdua de gana. En alguns casos, la infecció pot causar l'avortament. Encara que la mortalitat és generalment baixa (al voltant de l'1-4%), el virus pot produir la pèrdua de pes, i un creixement deficient, la qual cosa causa pèrdues econòmiques importants als agricultors. Els porcs infectats poden arribar a perdre fins a cinc quilograms de pes, en un període de 3 a 4 setmanes.

### En els humans
La transmissió de tipus directa de porcs a humans és possible en diversos casos (conegut com a zoonosis de la grip porcina). En total, s'han descrit 50 casos, des del primer informe en la literatura mèdica el 1958, que han provocat un total de sis morts. D'aquestes sis morts, una era una persona que estava embarassada, una altra patia leucèmia, una altra tenia la malaltia de Hodgkin i dues eren persones aparentment sanes. El nombre aparentment baix d'infeccions pot ser degut al fet que en la majoria de casos només causa una malaltia molt lleu que probablement no es diagnostica.
Segons els CDC americans, els símptomes en humans de la dels casos d'infecció de la variant porcina de la soca H1N1del 2009, són similars als de la grip i malalties similars. Els símptomes inclouen febre, tos, mal de coll, dolors musculars i articulars, mal de cap, calfreds, i cansament. En el cas de la grip del 2009, el percentatge de pacients amb diarrea i vòmits va era superior al que és habitual. La pandèmia de grip del 2009 no és una grip porcina zoonòtica, ja que la transmissió no és des dels porcs als humans, sinó entre persones.
Com que aquests símptomes no són específics de la grip porcina, el diagnòstic diferencial de grip porcina no es pot fer només a partir de la simptomatologia sinó a partir d'indicis complementaris que apuntin a una alta probabilitat de grip porcina. Per exemple, durant el brot de grip porcina del 2009 als Estats Units, els CDC aconsellen als metges “considerar la possibilitat de grip porcina en el diagnòstic diferencial dels pacients amb malaltia respiratòria febril aguda que hagin estat en contacte amb persones amb grip porcina confirmada. O bé, hagin estat en un dels 5 estats dels EUA que han informat de casos de grip porcina, o a Mèxic durant els 7 dies previs a l'inici de la malaltia. La confirmació del diagnòstic de grip porcina, requereix anàlisis al laboratori d'una mostra respiratòria.
La causa més comuna de mort és la insuficiència respiratòria. Altres causes de mort són la pneumònia, febre alta (que condueix a problemes neurològics), deshidratació (vòmits i diarrea), trastorn electrolític i insuficiència renal. Els casos de mort són més probables en nens i gent gran.

### Diagnòstic
Els CDC recomanen, el mètode de la PCR en temps real (RT-PCR) per a diagnosticar H1N1. Aquest mètode, permet un diagnòstic específic de la nova grip A (H1N1), respecte a la grip estacional.

## Prevenció
La prevenció de la grip porcina, té tres components: la prevenció en el bestiar porcí, la prevenció de la transmissió dels porcs als humans i la prevenció de la propagació entre els éssers humans.

### En l'espècie porcina
Els mètodes per a prevenir la propagació de la grip entre els porcs, és la gestió d'instal·lacions, el maneig de la camada i la vacunació. Com que gran part de la malaltia i morts associades amb la grip porcina inclouen segones infeccions per patògens, les estratègies de control que es basen en la vacunació poden ser insuficients.
El control de la grip s'ha tornat més difícil en les últimes dècades, perquè l'evolució del virus s'ha traduït en respostes inconsistents a les vacunes tradicionals. Les vacunes comercials estàndards són efectives per al control de la infecció quan el patró antigènic de la soca aïllada és prou semblant a la soca que se'n té una vacuna per a desencadenar la reacció del sistema immunològic. En canvi en casos més difícils es fan servir les vacunes fetes a mida a partir del virus aïllat. Actualment les estratègies de vacunació per la prevenció i el control del SIV a les granges de porcs, inclouen típicament l'ús d'una de les diverses vacunes bivalents contra el SIV, disponibles comercialment als Estats Units. Dels 97 aïllats d'H3N2 més recents, només 41 van mostrar reaccions serològiques creuades amb antisèrum de les tres vacunes del SIV comercials. Com que la capacitat protectora de les vacunes contra la grip depèn principalment de la proximitat entre la soca que en tenim vacuna i la soca epidèmica, la presència de variants no reactives d'H3N2 suggereix que les vacunes comercials actuals, podrien no protegir els porcs de la infecció per una gran majoria de les soques d'H3N2. Els investigadors del departament d'agricultura dels Estats Units consideren que tot i que la vacuna evita que els porcs es posin malalts, no bloqueja la infecció ni permet l'eliminació del virus.
La gestió adequada de les instal·lacions es basa en l'ús de desinfectants i el control de la temperatura. És poc probable que el virus sobrevisqui fora de les cèl·lules més de dues setmanes, excepte en condicions fredes (per sobre de 0 °C) i és inactivitat fàcilment pels desinfectants. La gestió de la cabana, inclou el fet de no barrejar porcs afectats pel virus i porcs que no hi hagin estat exposats. El virus pot sobreviure fins a tres mesos en portadors asimptomàtics i es pot aïllar d'aquests individus en qualsevol moment entre dos brots.

### En humans

#### Prevenció de la transmissió dels porcs als humans
Els porcs poden estar infectats tant per soques humanes com per soques aviàries i, per tant, és en els porcs on es poden produir combinacions de fragments genòmics que provoquin canvis antigènics importants que donin lloc a noves soques del virus de la grip.
Es creu que la transmissió dels porcs als humans es produeix principalment a través grangers de porcs. Encara que les soques de grip porcina no infecten els humans amb facilitat, queda possible. És per això que, és recomanable que veterinaris i grangers portin una màscara que cobreixi boca i nas, quan es tracta d'animals infectats. L'ús de vacunes en porcs també és un mètode important de prevenció. Els principals factors de risc que faciliten la transmissió a humans són el tabac i el fet de no portar guants quan es treballa amb animals malalts, cosa que augmenta el risc del contacte de la mà amb l'ull, el nas o a la boca de l'animal.

#### Prevenció de la transmissió entre humans
La grip es propaga entre els humans quan les persones tussen o esternuden o tocant-se la cara després d'haver tocat alguna cosa que hagi estat en contacte amb el. Cal evitar tocar-se els ulls, el nas o la boca. La primera fase de la grip porcina en humans és la més contagiosa, però en el cas dels nens, poden continuar sent infecciosos fins a un màxim de 10 dies. La grip porcina també pot crear desconfiança alhora de consumir carn de porc, però no es transmet a través de l'alimentació.
Es recomana de rentar-se les mans amb aigua i sabó i desinfectar-les amb desinfectants a base d'alcohol. La probabilitat d'infecció també es redueix netejant les superfícies de la llar, taules, telèfons, etc. El distanciament social també és una altra tàctica. Es tracta d'una estratègia que consisteix a allunyar-se d'aquelles persones que podrien estar infectades. Segons la serietat del brot, la sanitat pública disposa de plans d'acció per requerir o demanar el distanciament social entre persones infectades i no infectades.

### Vacunació
Hi ha vacunes disponibles per a diferents tipus de grip porcina. L'Administració d'Aliments i Fàrmacs va aprovar la nova vacuna contra la grip porcina per l'ús als Estats Units, el 15 de setembre del 2009. Els estudis realitzats per l'Institut Nacional de Salut dels Estats Units (NHI) revelen que una sola dosis de la vacuna indueix la producció de prou anticossos contra el virus per a protegir un individu a partir del desè dia després de la vacunació.

## Tractament

### En l'espècie porcina
La grip porcina és rarament letal pels porcs, per tant no cal fer res més que repòs i suport genèric als individus afectats. De fet, els esforços dels veterinaris es basen a prevenir la propagació del virus a través dels porcs en la granja o cap a altres granges i en la vacunació. Els antibiòtics també s'utilitzen en el tractament de la malaltia, no té cap efecte contra el virus, però ajuda a prevenir la pneumònia bacterial i altres infeccions secundàries.

### En humans
Si una persona emmalalteix de grip porcina, els medicaments antivirals poden fer que la malaltia sigui més lleu i que el pacient se senti millor. També poden prevenir complicacions més greus de la grip. Pel que fa al tractament, els medicaments antivirals, funcionen millor si s'administren tan aviat com es comencin a detectar els primers símptomes (òptimament durant els 2 primers dies de símptomes). A més dels antivirals, l'atenció i el suport a la llar o a l'hospital, se centra en el control de la febre, l'alleujament del dolor i el manteniment del balanç hídric, així com a identificar i tractar qualsevol infecció secundària o altres problemes mèdics. El Centre de Control i Prevenció dels EUA recomana l'ús de Tamiflu (Oseltamivir) o Relenza (zanamivir) per al tractament i /o prevenció de la grip, però la majoria de persones infectades amb el virus es recuperen del tot sense necessitat d'atenció mèdica o de medicaments antivirals. Els virus aïllats del brot del 2009 són resistents a l'amantadina i la rimantidina.
Al 27 d'abril de 2009, als EUA, la FDA va emetre autoritzacions d'emergència, per ampliar els supòsits en els quals es podien administrar els medicaments antivirals Tamiflu i Relenza i fer-los d'accés pràcticament universal.